# Pasifaja (mitologija)
Pasifaja (grč. Πασιφάη, Pasipháē) u grčkoj mitologiji bila je Okeanida, Perzina i Helijeva kći, Minosova žena.

## Etimologija
Pasifajino grčko ime znači "ona koja sve obasjava", a često je pridavano boginjama povezanim s Mjesecom.

## Karakteristike
Pasifaja je, poput svoje nećakinje Medeje vješto rabila magična svojstva biljaka, a tako su je prikazivali i stari Grci. Apolodor u Biblioteci navodi da je bacila čini vjernosti na Minosa koji bi ejakulirao zmije i škorpione, ubivši tako nezakonite konkubine. Prokrida je imala magičnu biljku koja ju je štitila od Pasifajine čarolije te je spavala s Minosom.
U kontintentalnoj Grčkoj Pasifaja je štovana kao boginja-proročica u Talami, a Pauzanije opisuje brončane kipove Pasifaje i Helija. Pauzanije također izjednačava Pasifaju s boginjom Mjeseca Selenom.
Ciceron je u De natura Deorum zapisao da su spartanski efori spavali pored Pasifajina hrama, da bi dobili proročanstva u snovima koja bi im pomogla pri vladanju.

## Mitologija

### Potomstvo
Pasifaja je s Minosom imala mnogo djece: Arijadnu, Androgeja, Glauka, Deukaliona, Fedru i Katreja, a također i zvjezdanog Asteriona - Minotaura.
Prije nego što je postao kralj, Minos je od boga Posejdona zatražio znak da će on, a ne njegov brat, doći na prijestolje. Posejdon se složio te je poslao bijelog bika, ali pod uvjetom da ga Minos njemu žrtvuje. Prekrasan je bik izašao iz mora, a Minosu je bio tako lijep da je radije žrtvovao drugoga bika, misleći da Posejdon neće primijetiti. Posejdon se razbjesnio te je učinio da se Minosova žena, Pasifaja, ludo zaljubi u bika.
Pasifaja je otišla Dedalu da joj pomogne, a on je smislio kako će utažiti njezinu strast. Napravio je drvenu kravu, a Pasifaja je ušla u nju i skrila se, a bik ju je oplodio. Tako je Pasifaja začela i rodila polubika i polučovjeka - Minotaura. Pasifaja ga je odgajala u dok je bio dijete, ali kako je rastao, tako je postao bjesniji. Delfijska je proročica rekla Dedalu da sagradi labirint u kojem bi držao Minotaura. To je i učinio, a labirint je bio ispod Minosove palače u Knossosu. Minotaura je na posljetku ubio Tezej

## Vanjske poveznice
- Pasifaja u klasičnoj literaturi i umjetnosti (engl.)